# 藤井登美惠
藤井登美惠（日语：／ Fujii Tomie；1882年—1925年），日治時期臺北市的日本人，女性企業家。

## 生平
藤井登美惠於1882年出生於兵庫縣，1896年陪同四十五歲的母親藤井ミナ渡海來台，母女兩人在獨自在臺北市開拓生活，藤井ミナ後來在1905年投資成立了料亭「梅屋敷」，事業有成。1913年成立了位於館前商業大樓現址的「吾妻旅館」，是一棟和洋折衷建築，採用和式住宿風格，位於西式旅館龍頭的「臺北鐵道飯店」，相隔一個街區，為台北驛前的兩大旅館。旅館由藤井登美惠經營，她是位個性溫良瀟灑，貌美又充滿野心的女子，在當時男性主導的世界被稱為女傑，將旅館經營的顧客雲集，受政商名流好評
，可惜她在1925年因病去世，年僅四十二歲。
由於無子嗣，藤井ミナ將旅館交由養子藤井悟一郎經營，他是梅屋敷老闆大和辰之助的五子，至此梅屋敷與吾妻旅館皆由大和家所管。藤井悟一郎也是位頗有能力的人才，接續旅館榮景，並在高雄與岡山(前峯)開設支店，更曾與其兄，梅屋敷新老闆，大和宗吉一同接待1913年來台的孫文，他所用膳的梅屋敷也因此在戰後受國民政府重視，而指定為國父史蹟紀念館，加以保存。

## 引用資料
1. ↑  . 林小昇. 2012年5月24日  [2020年5月2日]. （原始内容存档于2013年5月21日） （中文）.
2. ↑  大園市藏. . 北澤書店. 1916年: 245.
3. ↑  內藤素生. . 臺北: 臺灣人物社. 1936年: 202.
4. ↑  太田肥洲編. . 成文出版社. 1940年: 651.
5. ↑  谷元二. . 東京: 帝國秘密偵探社. 1940年: 58.
6. ↑  東京電報通信社. . 東京: 大空社. 1944年.